# Финка ел Талисман (Казонес де Ерера)
Финка ел Талисман (шп. Finca el Talismán) насеље је у Мексику у савезној држави Веракруз у општини Казонес де Ерера. Насеље се налази на надморској висини од 40 м.

## Становништво
Према подацима из 2005. године у насељу су живела 3 становника.

### Хронологија
| Година       | 2000 | 2005 |
| ------------ | ---- | ---- |
| Становништво | 5    | 3    |

### Попис
| # | Индикатор                        | Вредност |
| - | -------------------------------- | -------- |
| 1 | Укупно појединачних домаћинстава | 1        |